# XII Liceum Ogólnokształcące im. Bolesława Chrobrego we Wrocławiu
XII Liceum Ogólnokształcące im. Bolesława Chrobrego we Wrocławiu – szkoła średnia znajdująca się przy pl. Orląt Lwowskich 2a we Wrocławiu. Istnieje od 1956 r., gdy budynek szkoły przejęło Towarzystwo Przyjaciół Dzieci. Założycielem szkoły był Czesław Mościcki. Od 1963 r. patronem szkoły jest Bolesław Chrobry. 16 września 2006 odbyły się uroczystości jubileuszowe z okazji 50-lecia Szkoły.
W ogólnopolskim rankingu szkół średnich „Perspektyw” i „Rzeczpospolitej” w 2011 roku szkoła zajęła V miejsce we Wrocławiu, VI na Dolnym Śląsku i 68. w Polsce. W 2014 roku szkoła awansowała na miejsce 24. w Polsce i 3. na Dolnym Śląsku.

## Budynek szkoły

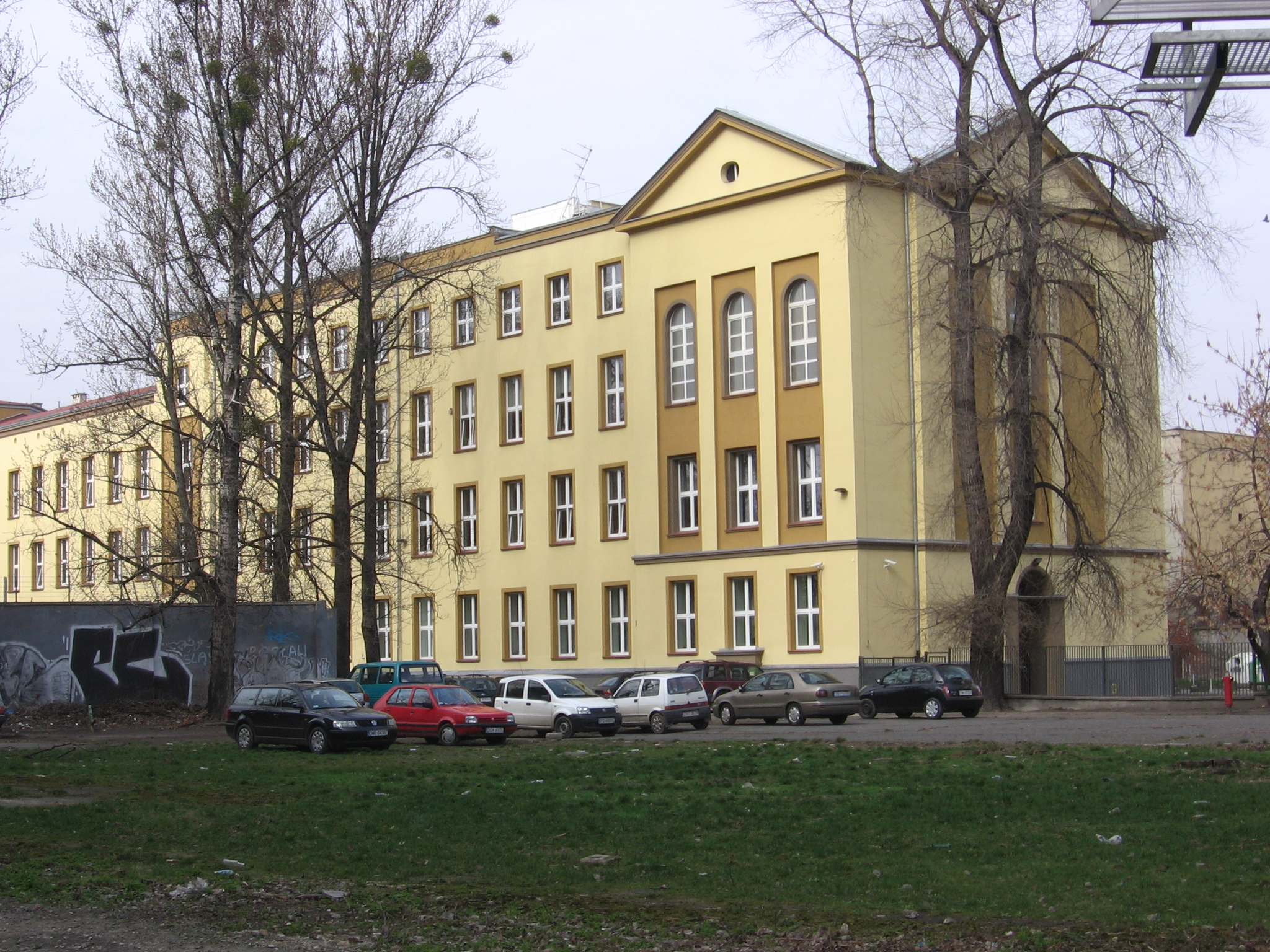
Budynek w widoku od południowego wschodu. Widoczna nadbudowana na początku lat 30. XX w. kondygnacja.

Budynek obecnego liceum znajduje się w głębi kwartału między ulicami Podwale, Braniborską, Sokolniczą i Aleksandra Zelwerowicza i nosi adres pobliskiego placu Orląt Lwowskich. Powstał w latach 1865–1867 na podstawie projektu architekta miejskiego Carla Johanna Christiana Zimmermanna (który korzystał ze wstępnego projektu Juliusa von Roux z lat 1863–1864) jako siedziba trzech szkół: szkoły realnej oraz katolickiego i ewangelickiego gimnazjum, które posiadały wspólną aulę – salę egzaminacyjną. Wielowyznaniowy charakter budowanej szkoły spowodował konflikt władz miasta z centralnymi władzami oświatowymi Prus, przez co budynek kilka lat stał pusty, oczekując na zgodę na otwarcie.
Budynek ma rzut w formie litery „L” i początkowo był trzykondygnacyjny. Zachodnie skrzydło oraz zachodnia część południowego skrzydła są jednotraktowe, wschodnia część – dwutraktowe. Północne i wschodnie zakończenie budynku mają formę  naczółkowych ryzalitów, zaś południowo-zachodni narożnik kształt ośmiokątnej wieży. Środkową część południowego skrzydła zajmowały początkowo mieszkania dla dyrektorów szkół. Budynek nakryty jest niskim dachem dwuspadowym. Pierwotnie bogato zdobione obramienia otworów okiennych i drzwiowych, naczółki, boniowany cokół oraz gzyms wykonano w stylu neorenesansowym. Później detal architektoniczny uległ całkowitemu zniszczeniu, zaś wschodnią, dwutraktową część rzutu nadbudowano w latach 1909 oraz około 1932 o jedną kondygnację.
W roku szkolnym 2009/2010 w szkole oddano do użytku nowoczesny budynek wielofunkcyjnej hali sportowej(spełniającej również rolę szkolnej auli) wraz z szatniami, siłownią, przestrzenią do zajęć fitness oraz podziemnym parkingiem. W hali zorganizowano między innymi finał wrocławskiego konkursu dla wolontariuszy – Ośmiu wspaniałych. 
W latach 1933–1945 w budynku mieściło się Miejskie Liceum Męskie im. Adolfa Hitlera (Adolf Hitler Schule – Städtliche Oberschule für Jungen).
W czasie powodzi tysiąclecia budynek silnie ucierpiał. Następnie został wyremontowany, a na początku XXI w. elewacje zabytkowego gmachu odnowiono, nie przywracając jednak pierwotnego zdobnictwa. Trójka absolwentów Liceum doprowadziła w 2007 roku do postawienia we Wrocławiu pomnika patrona szkoły, króla Bolesława Chrobrego.

## Dyrektorzy
- 1956–1982 Czesław Mościcki
- 1982–1987 Ryszard Nych
- 1987–1992 Bronisława Violetta Łozowicka
- 1992–2022 dr Danuta Daszkiewicz-Ordyłowska
- od 2022 Zdzisław Jaskólski[2]

## Absolwenci
- Wojciech Zipser, konsul honorowy Holandii
- Zbigniew Bielawski, brązowy medalista Mistrzostw Europy w judo z 1977
- Robert Kisiel, autor książek poświęconych bitwom z okresu panowania Fryderyka II
- Paweł Wrabec, dziennikarz, publicysta Polityki
- Karolina Muszalak, aktorka
- Paweł Orleański, aktor i prezenter telewizyjny
- Tadeusz Osipowicz, artysta kabaretowy
- Michał Gawliński, artysta kabaretowy, członek grupy Neo-Nówka
- Michał Gwardyński, dziennikarz Telewizji Republika
- Alicja Chybicka[3], lekarz medycyny, profesor zwyczajny Uniwersytetu Medycznego we Wrocławiu, senator VIII i X kadencji oraz poseł VIII i X kadencji
- Marta Kierska-Witczak, dyrygent, chórmistrz, profesor zwyczajny, pedagog Akademii Muzycznej im. Karola Lipińskiego we Wrocławiu
- Tomasz Prostak, koszykarz
- Krzysztof Wydrowski, reprezentant Polski i Europy w footballu amerykańskim, MVP sezonu 2010  Polskiej Ligi Footballu Amerykańskiego, reprezentant Devils Wrocław
- Robert Iwaszkiewicz, europoseł
- Miłogost Reczek, aktor
- Przemysław Dymarski, inżynier
- Andrzej Sobczyk (matura 1966), inżynier mechanik, profesor Politechniki Krakowskiej

Przy szkole działa założona przez nauczycieli i absolwentów oraz rodziców uczniów Fundacja „Bolesław Chrobry”, a także Stowarzyszenie Absolwentów.